# 滋賀県立大学の人物一覧
滋賀県立大学の人物一覧（しがけんりつだいがくのじんぶついちらん）は、滋賀県立大学に関係する人物の一覧記事。前身の滋賀県立短期大学の人物を含む。
面矢慎介

## 教員

### あ
- 芦澤竜一（環境科学部教授）
- 荒井利明（中国研究者）

### い
- 石田潤一郎（建築史学者）
- 井手慎司（学長・理事長）

### う
- 内井昭蔵（建築家）
- 梅田修 (教育学者)
- 梅原賢一郎（芸術学者）

### お
- 応地利明（地理学者）
- 大谷泰照（英語教育学者）
- 岡田哲史（建築家）
- 面矢慎介(デザイン史研究者)
- 沖野教郎（工学者）

### か
- 川端季雄（化学工学者）
- 川村多実二（動物学者）
- 姜徳相（歴史学者）
- 神崎博愛（農業経済学者）

### き
- 京樂真帆子（人間文化学部教授）

### く
- 倉茂好匡（地球物理学者）
- 栗田修（教育学者）
- 黒田末寿（自然人類学者）

### こ
- 小池恒男（農業経済学者）
- 小森健吉（教育学者）
- 近藤豊 (建築学者)

### さ
- 崎山理（人類学者・言語学者）

### し
- 塩入松三郎（土壌学者）
- 島戸繁（洋画家）
- 島村一平（文化人類学者）
- 城ヶ端初子（看護学者）

### す
- 菅谷文則（考古学者）

### た
- 高谷好一（生態学者）
- 田中俊明 (歴史学者)
- 棚瀬慈郎（人間文化学部教授）
- 谷泰（文化人類学者）

### ち
- 鄭大聲（朝鮮料理研究者）

### と
- 陶器浩一（環境科学部教授）

### な
- 永井拓生（環境科学部教授）
- 中井均（城郭考古学者）

### に
- 西川幸治（歴史学者）

### は
- 浜口恵俊（社会学者）

### ひ
- 日高敏隆（初代学長・動物行動学者）

### ふ
- 深見茂（ドイツ文学者）
- 布野修司（建築・都市研究者）

### ま
- 松岡拓公雄（建築家）

### み
- 三谷徹（建築家）
- 宮川満（歴史学・家政学者）

### む
- 村井康彦（歴史学者）

### よ
- 吉田忠 (統計学者)

### わ
- 脇田晴子（歴史学者）

## OB・OG

### 滋賀県立短期大学卒業生

#### 政界
- 國松善次（前滋賀県知事）
- 冨士谷英正（近江八幡市長、元滋賀県議会議員、元滋賀県議会議長）

#### 経済
- 義元孝司（実業家）

#### 建築
- 上田尭世（建築家）

#### 文学
- 堂垣園江（小説家）

#### 芸能
- 高橋靖子（女優・東映→吉本興業・吉本新喜劇所属）

### 滋賀県立大学卒業生

#### 政界
- 小泉秀輔（寒川町議会議員）※中退

#### 経済
- 河原司（経営者）
- 岸本千佳（不動産プランナー）

#### 芸能
- 浦井のりひろ（お笑いタレント・男性ブランコメンバー） ※中退
- KAJI（ヒューマンビートボクサー）
- ヤマシタタカヒサ（アーティスト・シナリオアートメンバー）
- 和田昌之（実業家・ラジオパーソナリティ）